# Jennifer Granholm
Jennifer Granholm (født 5. februar 1959 i Vancouver i Canada) var den 47. guvernør i den amerikanske delstat Michigan. Hun repræsenterede det demokratiske parti, og var guvernør i perioden 2003 til 2011, hvor hun blev afløst af republikaneren Rick Snyder.
Granholm er uddannet jurist fra Harvard Law School. Sit første højere arbejde fik hun i 1998, da hun blev valgt til Attorney General (tilsvarende justitsminister i Danmark).
I 2002 slog hun blandt andet tidligere guvernør James Blanchard i primærvalgene, og senere den republikanske modkandidat Dick Posthumus i det endelige valg. Granholm blev med dette Michigans første kvindelige guvernør.
Granholm blev genvalgt i guvernørvalget i 2006, efter at have slået republikaneren Dick DeVos.
Jennifer Granholms farmor og farfar emigrerede til Canada fra henholdsvis Norge og Sverige, mens Granholms mormor og morfar er fra Irland og Newfoundland.  